# Síla jaderné zbraně

Porovnání síly jednotlivých atomových bomb

Síla jaderné zbraně je množství energie uvolněné při výbuchu dané jaderné zbraně, obvykle vyjádřené jako ekvivalent TNT (množství trinitrotoluenu, které by při výbuchu vyvolalo stejnou tlakovou vlnu a destrukční účinky), a to buď v kilotunách (kt – tisíce tun TNT), v megatunách (Mt – miliony tun TNT), nebo někdy v terajoulech (TJ). Výbušnina o síle jednoho terajoulu se rovná 0,239 kilotuny TNT. Protože přesnost jakéhokoli měření energie uvolněné TNT byla vždy problematická, je konvenční definice taková, že jedna kilotuna TNT se považuje za ekvivalent 1012 kalorií.
Poměr síly k hmotnosti je síla zbraně v porovnání s její hmotností. Například praktický maximální poměr síly k hmotnosti u fúzních (termonukleárních) zbraní byl odhadnut na 6 Mt TNT na tunu hmotnosti (25 TJ/kg). U prvních těžkých jaderných zbraní z počátku 60. let 20. století, vybavených pouze jednou bojovou hlavicí, odpovídá poměr síle 5,2 Mt na tunu a výše. Postupný vývoj jaderných zbraní, kdy se u moderních systémů používá současně více menších hlavic, vedl ke zvýšení poměru síly k hmotnosti u jednotlivých hlavic.

## Příklady síly jaderných zbraní
V pořadí od nejslabších po nejsilnější (většina údajů o síle je přibližná):
| Bomba                                     | Síla    | Síla      | Poznámka | Hmotnost jaderného materiálu                                    |
| Bomba                                     | kt TNT  | TJ        | Poznámka | Hmotnost jaderného materiálu                                    |
| ----------------------------------------- | ------- | --------- | --- | --------------------------------------------------------------- |
| Davy Crockett                             | 0,02    | 0,084     | Taktická jaderná zbraň s proměnlivým výkonem – hmotnost pouhých 23 kg, nejlehčí, jakou kdy Spojené státy nasadily (stejná hlavice jako Special Atomic Demolition Munition (SADM) a raketa vzduch–vzduch GAR-11 Nuclear Falcon).                                                                            |                                                                 |
| AIR-2 Genie                               | 1,5     | 6,3       | Neřízená raketa vzduch–vzduch vyzbrojená jadernou hlavicí W25 vyvinutá k zachycení letek bombardérů. | Celková hmotnost jaderného materiálu a bomby byla 98,8–100,2 kg |
| „Little Boy“ (svržená na Hirošimu)        | 13–18   | 54–75     | Štěpná bomba s uranem-235 (první ze dvou jaderných zbraní, které byly použity ve válce). | 64 kg uranu-235, pouze u 1,38% uranu došlo ke štěpení           |
| „Fat Man“ (svržená na Nagasaki)           | 19–23   | 79–96     | Implozní štěpná bomba s plutoniem-239 (druhá ze dvou jaderných zbraní používaných ve válce). | 6.2 kg plutonia-239, pouze u 1 kg došlo ke štěpení              |
| Bojová hlavice W76                        | 100     | 420       | Až 12 jich může nést SLBM raketa Trident II; smlouva je omezuje na osm. |                                                                 |
| Bojová hlavice W87                        | 300     | 1 300     | 10 jich mohla nést raketa LGM-118A Peacekeeper. |                                                                 |
| Bojová hlavice W88                        | 475     | 1 990     | Až 12 jich může nést SLBM raketa Trident II; smlouva je omezuje na osm. |                                                                 |
| Ivy King                                  | 500     | 2 100     | Nejsilnější americká čistě štěpná bomba, 60 kg uranu, implozní typ. Nikdy nebyla použita. | 60 kg vysoce obohaceného uranu (HEU)                            |
| Orange Herald                             | 800     | 3 300     | Nejsilnější testovaná britská hlavice pro rakety se štěpným reaktorem. | 117 kg uranu-235                                                |
| Bomba B83                                 | 1 200   | 5 000     | Zbraň s proměnlivým výkonem, nejvýkonnější americká zbraň v aktivní službě. |                                                                 |
| Bomba B53                                 | 9 000   | 38 000    | Do roku 1997 byla nejsilnější americkou bombou v aktivní službě. 50 kusů bylo ponecháno jako až do úplné demontáže v roce 2011. Varianta B61 Mod 11 nahradila B53 v roli bomby pro ničení bunkrů. Bojová hlavice W53 z této zbraně byla používána na raketách Titan II až do vyřazení systému v roce 1987. |                                                                 |
| Castle Bravo                              | 15 000  | 63 000    | Nejsilnější jaderný test USA, samotná bomba nikdy nebyla nasazena. | 400 kg deuteridu lithia-6                                       |
| EC17/Mk-17, EC24/Mk-24, B41 (Mk-41)       | 25 000  | 100 000   | Nejsilnější americká bomba všech dob – 25 megatun TNT. Mk-41 neboli B41 měla hmotnost 4800 kg a sílu 25 Mt; to se rovná nejvyššímu poměru síly k hmotnosti zbraně, která kdy byla vyrobena. Ve všech případech se jednalo o neřízené (gravitační) pumy nesené bombardérem B-36 (vyřazeným v roce 1957).    |                                                                 |
| Celá série jaderných testů Operace Castle | 48 200  | 202 000   | Série testů nejsilnějších bomb, prováděné USA. |                                                                 |
| Car Bomba                                 | 50 000  | 210 000   | Nejsilnější sovětská jaderná zbraň, jaká kdy byla odpálena, síla 50 megatun (50 milionů tun TNT). Ve své „konečné“ podobě (tj. s ochuzeným uranem namísto olověného tamperu) by měla sílu 100 megatun. |                                                                 |
| Všechny jaderné testy do roku 1996        | 510 300 | 2 135 000 | Celková energie uvolněná během všech jaderných zkoušek. |                                                                 |

Pro srovnání, síla výbuchu konvenční bomby GBU-43 MOAB je 0,011 kt. Síla výbuchu při teroristickém bombovém útoku v Oklahoma City (byla použita směs s dusičnanem amonným v nákladním automobilu) byla 0,002 kt. Odhadovaná síla výbuchu v bejrútském přístavu je 1,2 kt. Většina nejaderných výbuchů lidského původu je tedy podstatně menší, než jakou mají sílu i ty nejmenší jaderné zbraně.

## Limity

Logaritmický graf porovnávající sílu (v kilotunách) a hmotnost (v kilogramech) různých jaderných zbraní vyvinutých Spojenými státy.

Poměr síly k hmotnosti je síla zbraně v porovnání s hmotností zbraně. Podle amerického konstruktéra jaderných zbraní Teda Taylora je praktický maximální poměr (tzv. „Taylorův limit“) síly k hmotnosti u fúzních (termonukleárních) zbraní přibližně 6 megatun TNT na tunu hmotnosti. Teoreticky byly navrženy zbraně o síle až 9,5 megatun na tunu hmotnosti. V praxi jsou nejvyšší dosažené hodnoty nižší a hodnota bývá nižší u moderních lehčích zbraní, navržených pro efektivní použití s více hlavicemi, nebo se střelami s plochou dráhou letu.
- V případě 25 Mt varianty americké bomby B41 by poměr síly k hmotnosti odpovídal 5,1 megatuny TNT na tunu. Díky tomu si B41 stále drží rekord v poměru nejvyšší účinnosti k hmotnosti zbraně, která kdy byla zkonstruována.
- Americká bojová hlavice W56 měla poměr síly k hmotnosti 4,96 kt na kilogram hmotnosti zařízení a velmi se tak blíží předpokládané nejvýše dosažitelné hodnotě 5,1 kt/kg v případě zmíněné 25 megatunové bomby B41. Na rozdíl od B41, která nikdy nebyla testována na plný výkon, prokázala hlavice W56 svou účinnost při odpalu XW-56X2 Bluestone v rámci série nukleárních testů „Operation Dominic“ v roce 1962. Podle veřejně dostupných informací tedy může W56 držet prvenství v dosud nejvyšší dosažené účinnosti jaderné zbraně.
- V roce 1963 bylo odtajněno, že USA jsou z technologického hlediska schopny nasadit 35 Mt hlavici na raketu Titan II, nebo neřízenou 50–60 Mt bombu na bombardér B-52. Žádná z těchto zbraní nakonec nevznikla, avšak obě by vyžadovaly dosažení lepšího poměru síly a hmotnosti, než u zmíněné 25 Mt varianty bomby B41. Toho by mohlo být dosaženo použitím stejné konstrukce jako u B41, ale s přidáním tamperu („vycpávky“) z U-235 namísto levnějšího tamperu U-238 s nižší hustotou energie, který se nejčastěji používá v termonukleárních zbraních Teller-Ulamovy konstrukce.
- U současných menších amerických zbraní je síla 600 až 2200 kilotun TNT na tunu. Pro srovnání, u velmi malých taktických zbraní, jako byla Davy Crockett, to bylo 0,4 až 40 kilotun TNT na tunu. Pro historické srovnání, u Little Boye byla výtěžnost pouze 4 kilotuny TNT na tunu a u největší sovětské Car bomby byl poměr síly 2 megatuny TNT na tunu (záměrně snížena na cca polovinu původně plánované síly, takže existují pochyby o tom, zda by tato zbraň byla schopna poměru síly 4 megatuny na tunu).
- Největší kdy zkonstruovaná čistě štěpná bomba, americká Ivy King, měla sílu 500 kilotun. To je pravděpodobně horní hranice možností těchto typu zbraní. Posílení fúze by pravděpodobně mohlo účinnost takové zbraně výrazně zvýšit, ale nakonec všechny zbraně na bázi štěpení narážejí na horní hranici kvůli obtížím s velkými kritickými hmotnostmi. U fúzní (termonukleární) bomby horní hranice není známa.

Zbraně s jednou velkou hlavicí se v dnešní době používají jen zřídka, protože více menších hlavic, vypuštěných na cíl současně má mnohem větší ničivý účinek.

## Milníky jaderných explozí
Následující seznam obsahuje významné jaderné exploze. Kromě atomových bombardování Hirošimy a Nagasaki jsou zde zahrnuty i první jaderné testy daného typu zbraně v dané zemi a testy, které byly jinak pozoruhodné (například největší test v historii). Síla každé exploze je uvedena v odhadovaných energetických ekvivalentech v kilotunách TNT (viz TNT ekvivalent). Předpokládané testy (jako např. incident Vela) nejsou zahrnuty.
| Datum              | Název          | Síla (kt) | Stát           | Význam |
| ------------------ | -------------- | --------- | -------------- | --- |
| 16. července 1945  | Trinity        | 18–20     | USA            | První test štěpného bomby, první implozní detonace plutonia.                                                                                                  |
| 6. srpna 1945      | Little Boy     | 12-18     | USA            | Bombardování Hirošimy v Japonsku, první výbuch uranové zbraně, první bojové užití jaderné bomby.                                                              |
| 9. srpna 1945      | Fat Man        | 18–23     | USA            | Bombardování Nagasaki v Japonsku, druhý výbuch plutoniového implozního zařízení (prvním byl test Trinity), druhé a poslední užití jaderné bomby.              |
| 29. srpna 1949     | RDS-1          | 22        | SSSR           | První test štěpné zbraně v Sovětském svazu. |
| 3. října 1952      | Hurricane      | 25        | Velká Británie | První test štěpné zbraně ve Spojeném království. |
| 1. listopadu 1952  | Ivy Mike       | 10 400    | USA            | První test termonukleární zbraně s kryogenním fúzním palivem, primárně zkušební zařízení, které nebylo použito jako zbraň.                                    |
| 16. listopadu 1952 | Ivy King       | 500       | USA            | Nejsilnější štěpná bomba, jaká kdy byla testována. |
| 12. srpna 1953     | Joe 4          | 400       | SSSR           | První test fúzní zbraně v Sovětském svazu. |
| 1. března 1954     | Castle Bravo   | 15 000    | USA            | První termonukleární zbraň využívající suché fúzní palivo. Došlo k vážné nehodě s jaderným spadem. Největší jaderný výbuch provedený Spojenými státy.         |
| 22. listopadu 1955 | RDS-37         | 1 600     | SSSR           | První test termonukleární zbraně v Sovětském svazu (k nasazení).                                                                                              |
| 31. května 1957    | Orange Herald  | 800       | Velká Británie | Největší kdy testovaná zbraň se štěpným reaktorem. Měla sloužit jako záložní zbraň „v rozsahu megatun“ pro případ, že by britský termonukleární vývoj selhal. |
| 8. listopadu 1957  | Grapple X      | 1 800     | Velká Británie | První (úspěšný) test termonukleární zbraně ve Velké Británii                                                                                                  |
| 13. února 1960     | Gerboise Bleue | 70        | Francie        | První test štěpné zbraně ve Francii. |
| 31. října 1961     | Car Bomba      | 50 000    | SSSR           | Největší termonukleární zbraň, jaká kdy byla testována – oproti původnímu návrhu o hmotnosti 100 Mt byla zmenšena o 50 %.                                     |
| 16. října 1964     | 596            | 22        | Čína           | První test štěpné zbraně v Čínské lidové republice. |
| 17. června 1967    | Test No. 6     | 3 300     | Čína           | První test termonukleární zbraně v Čínské lidové republice.                                                                                                   |
| 24. srpna 1968     | Canopus        | 2 600     | Francie        | První test termonukleární zbraně ve Francii |
| 18. května 1974    | Smiling Buddha | 12        | Indie          | První test štěpné jaderné nálože v Indii. |
| 11. května 1998    | Pokhran-II     | 45–50     | Indie          | První potenciální test fúzní zbraně v Indii; první test štěpné zbraně v Indii.                                                                                |
| 28. května 1998    | Chagai-I       | 40        | Pákistán       | První test štěpné zbraně v Pákistánu. |
| 9. října 2006      | 2006 test      | pod 1     | Severní Korea  | První test štěpné zbraně v Severní Koreji (na bázi plutonia).                                                                                                 |
| 3. září 2017       | 2017 test      | 200–300   | Severní Korea  | Severní Korea se přihlásila k prvnímu testu termonukleární zbraně.                                                                                            |